# Grafheuvels op de Zuilensteinse Kop
De Grafheuvels op de Zuilensteinse Kop zijn een groep van 6 grafheuvels in de gemeente Utrechtse Heuvelrug in de Nederlandse provincie Utrecht. Ze liggen ten noordoosten van Leersum in het gebied van de Zuilensteinse Berg, meer precies op de Geerenberg, op de stuwwal Utrechtse Heuvelrug. Ze liggen op een hoogte tussen 45,6 en 48,3 meter boven NAP op de flank van de berg.
Het gaat om een groep van zes grafheuvels in het Zuilensteinse Bos die in de midden bronstijd zouden zijn opgeworpen. De grafheuvels zijn in 1982 gerestaureerd en bij de heuvels is een bord geplaatst.

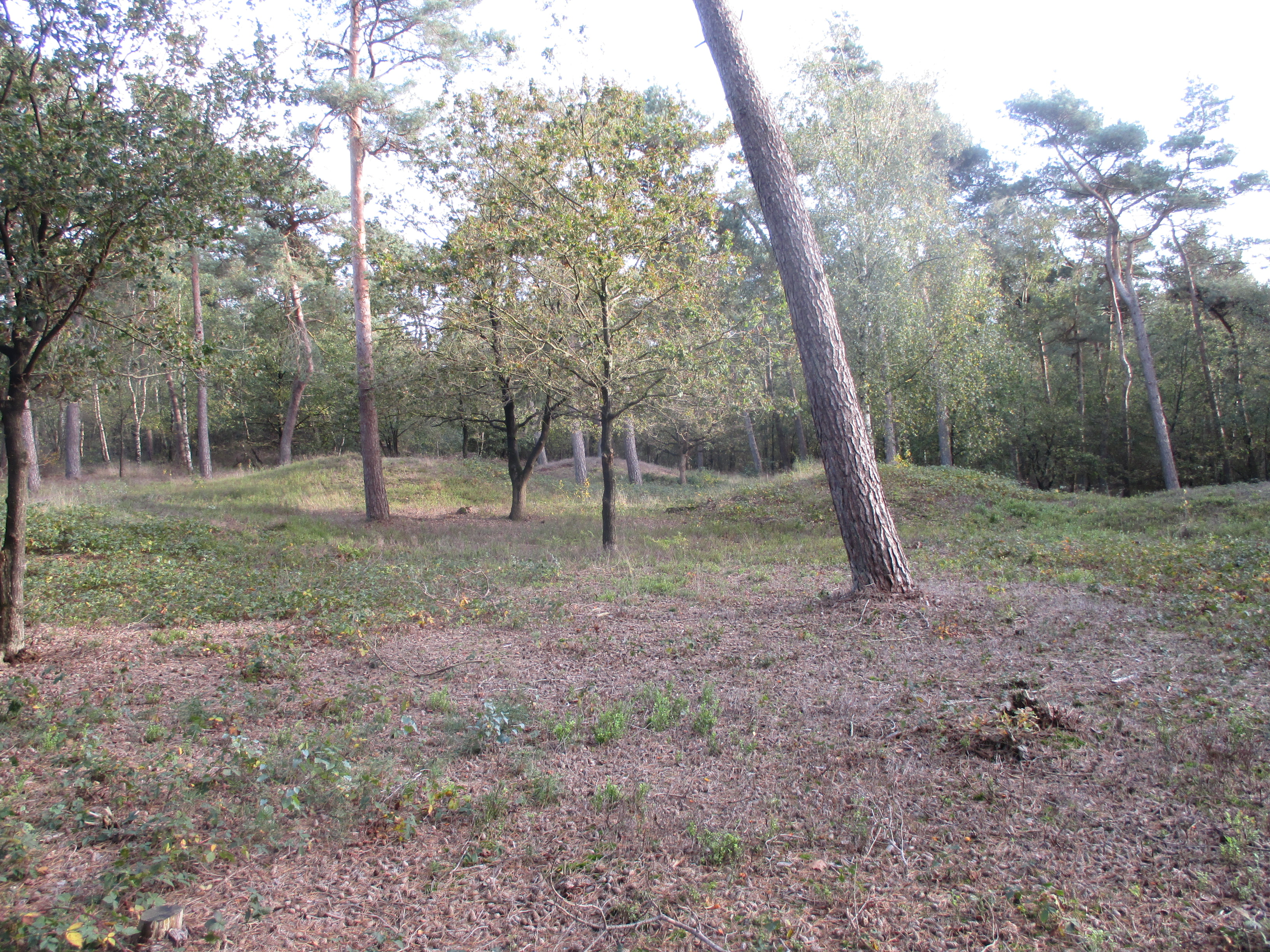